# Krutkonspirationen 1536
Krutkonspirationen benämns den (troligen) 8 april 1536 avslöjade stämplingen mot Gustav Vasas liv. Bland dem som låg bakom konspirationen var de flesta stockholmstyskar. Fler av dem var köpmän och såg Gustav Vasa som ett hinder för sin verksamhet. De namn som nämnts är Kort Druwehagel, Hans Bökman, Brandt Gottschalksson, skeppare Hans Vindrank samt myntmästaren Anders Hansson. Det finns även en annan tolkning av denna händelse där kungen velat få del i Dannemora gruva utan att betala för sig och att flera av dessa tyskar motsatt sig detta, Se The Stockholm trial of 1536 – The Stockholm Gunpowder Plot av Veijo Åberg. Brandt Gottschalk var en av dem som blev avrättade.
Planen gick ut på att man avsåg "spränga kungen i luften med en hop krut, som skulle placeras under dennes stol i Storkyrkan", inta slottet Tre Kronor och framdeles ställa sig under Hansans beskydd. Från en krutladdning som lagts under kungens stol hade dragits ett rör innehållande en stubin. Explosionen skulle ske på Palmsöndagen, när Gustav Vasa intagit sin plats.
En av dem som anlitats för utförandet, Hans Vindrank, berättade för sin granne vad som var i görningen, grannen kontaktade myndigheterna och planerna avslöjades. Alla sammansvurna greps.
Rättegång inleddes i en "extraordinarie kommissorialrätt" 5 maj samma år på slottet. Rätten bestod av 38 ledamöter under ledning av riksrådet Knut Andersson (Lillie). Åklagare var slottsfogden Germund Svensson. Av de huvudanklagade dömdes de flesta redan samma dag till dödsstraff, och endast en av dem benådades senare av kungen. De sidoanklagade tilläts i allmänhet köpa sina liv med böter. Myntmästaren Anders Hansson kastade sig ut ur fängelsetornet och slog ihjäl sig, men kroppen bars likväl till schavotten för halshuggning. De avrättades fastigheter och förmögenheter beslagtogs av kungen.
Nästan fyra år senare dömdes Olaus Petri och Laurentius Andreæ för underlåtenhet att avslöja krutkonspirationen. De skulle ha fått reda på attentatförberedelserna via biktstolen. Domen var högförräderi, och straffet blev halshuggning. Båda benådades från avrättning.